# El Mirador, Huauchinango
El Mirador är en ort i Mexiko.   Den ligger i kommunen Huauchinango och delstaten Puebla, i den sydöstra delen av landet, 130 km nordost om huvudstaden Mexico City. El Mirador ligger 2 025 meter över havet och antalet invånare är 103.
Terrängen runt El Mirador är varierad. Runt El Mirador är det ganska tätbefolkat, med 155 invånare per kvadratkilometer. Närmaste större samhälle är Huauchinango, 6,1 km norr om El Mirador. I omgivningarna runt El Mirador växer i huvudsak blandskog.